# Max Schmitt
Max Schmitt (* 1891; † 21. Februar 1963 in Hambach an der Weinstraße) war ein deutscher Bauingenieur.

## Wirken
Schmitt wurde 1925 vom Bauassessor bei der Regierung der Pfalz zum Bauamtmann beim Landbauamt Speyer befördert. 1929 war er dort Baurat. In dieser Zeit verfasste er auch seine Dissertationsschrift Die Sicherung des Speyerer Domes Im 18. und 20. Jahrhundert und die Fundamentgrabungen in den Jahren 1929 und 1931, die er 1931 bei der TH Darmstadt vorlegte. Schmitt hatte bei den Sicherungsarbeiten am Speyerer Dom die Oberleitung der Bauausführung inne. Die Gesamtbearbeitung oblag Georg Rüth von der TH Darmstadt.
In der Zeit des Nationalsozialismus gab es Pläne zum Neubau der Technischen Hochschule München. Ein Vorprojekt wurde von Friedrich Gablonsky, German Bestelmeyer, Roderich Fick und Max Schmitt ausgeführt. Schmitt wurde 1937 von Adolf Hitler mit dem Neubau beauftragt, nachdem Roderich Fick ihn wegen Überlastung abgelehnt hatte. Hitler besichtigte Schmitts Modelle und Fassadenentwürfe im Mai 1938 und erklärte sich mit der Konzeption weitgehend einverstanden. Der Komplex für die Technische Hochschule hätte in Nymphenburg entstehen sollen, wurde aber kurz nach der Grundsteinlegung 1938 nicht weiter verfolgt.
1939 wurde Regierungsbaurat Schmitt vom Landbauamt München an das Landbauamt Kaiserslautern versetzt und dort zum Bauamtsdirektor ernannt. 1946 war er in der Landesstraßen- und Hafenverwaltung tätig.
Nach Kriegsende wurde Schmitt Oberregierungsrat und später Ministerialrat im Ministerium für Finanzen und Wiederaufbau in Rheinland-Pfalz. In dieser Funktion war er an der Organisation des Wiederaufbaus der Konstantinbasilika in Trier beteiligt. Zum Ende seiner Karriere geriet er wegen einer Immobilienaffäre in die Schlagzeilen, wo er als Gutachter für den damaligen rheinland-pfälzischen Ministerpräsidenten Peter Altmeier bestellt war.

## Schriften
- Die Sicherungen des Speyerer Domes im 18. und 20. Jahrhundert und die Fundamentgrabungen in den Jahren 1929 und 1931. 1932.
- Die Tätigkeit des „Basilika“-Ausschusses. In: Wilhelm Reusch (Red.): Die Basilika in Trier. Festschrift zur Wiederherstellung 9. Dezember 1956. Ministerium für Unterricht und Kultus des Landes Rheinland-Pfalz, Mainz. Evangelische Gemeinde, Trier 1956, S. 57–61. (eingeschränkte Vorschau in der Google-Buchsuche)
- mit Hellmut Wunderlich (Hrsg./Bearb.): Der staatliche Hochbau im Lande Rheinland-Pfalz. Sonderausgabe. Adolf Widmann Verlag, München 1959.[14]